# Mike Turner
Pour les articles homonymes, voir Turner et Michael Turner (homonymie).
Michael Ray Turner dit Mike Turner est un homme politique américain né le 11 janvier 1960 à Dayton. Membre du Parti républicain, il représente actuellement le 10e district de l'Ohio à la Chambre des représentants des États-Unis, et ce depuis le 3 janvier 2013.

## Biographie
Né d'un père ouvrier et d'une mère institutrice originaires du Kentucky, Mike Turner grandit à Dayton dans l'Ohio. Il est diplômé de l'université du Nord de l'Ohio en 1982 puis de l'université Case Western Reserve en 1985. Il devient alors avocat. Il complète sa formation par une maîtrise en administration des affaires à l'université de Dayton en 1992.
Il entame sa carrière politique en devenant maire de la ville de Dayton de 1994 à 2002.
En 2002, il se présente à la Chambre des représentants des États-Unis dans le 3e district de l'Ohio. Dans cette circonscription partagée entre républicains et démocrates, le démocrate sortant Tony P. Hall — nommé à la FAO — ne se représente pas. Turner devient le favori de l'élection. Il est élu représentant avec 58,8 % des voix devant le démocrate Rick Carne (41,2 %). Il est depuis réélu tous les deux avec toujours plus de 58,5 % des suffrages.
Réputé proche de la direction du Parti au Congrès, il est en 2017 l'un des vingt républicains à voter contre l'abrogation de l'Obamacare, estimant que la réforme républicaine « laisserait [ses] citoyens les plus vulnérables avec une couverture santé inappropriée »,.
En janvier 2022, il est nommé ranking member de la commission sur le renseignement par Kevin McCarthy, leader des républicains à la Chambre, en remplacement de Devin Nunes qui quitte le Congrès. Il prend la présidence de la commission à partir de janvier 2023, après que les républicains soient devenus majoritaires lors des élections de 2022.
En janvier 2025, le président de la Chambre Mike Johnson le démet de ses fonctions à la tête de la commission, accédant ainsi à une demande des républicains les plus conservateurs en vue de l'investiture de Donald Trump pour un second mandat.

### Vie privée
Mike Turner a deux filles, Jessica et Carolyn, avec sa première épouse Lori dont il divorce en 2013. En décembre 2015, il épouse Majida Mourad. Ils divorcent à leur tour moins de deux ans plus tard.